# Dragon’s Eye
Dragon's Eye – polski zespół heavymetalowy.
Powstał w 1999 roku.

## Muzycy
Obecny skład zespołu
- Konrad "Krajan" Krajewski – gitara (od 1999)[2]
- Artur "Xaan" Grabowski – gitara (od 2010)
- Adam Dobosz – gitara basowa (od 2009)[3]
- Stanisław Malanowicz – perkusja (od 2014)

Byli członkowie zespołu
- Michał "Grzywa" Kozłowski – gitara basowa (1999 - 2004)
- Miłosz Komorowski – śpiew (1999 - 2004)
- Tomasz "Faja" Faber – gitara basowa (2004 - 2009)[3]
- Piotr "Piter" Fligiel – gitara elektryczna (1999 - 2009)[4][3]
- Sebastian "Seba" Pańczyk – śpiew (2004 - 2010)[5]
- Kuba Serafin – gitara basowa (2009 - 2010)[3]
- Marcin "Kaczor" Przybylski – perkusja (1999 - 2013)[6]
- Piotr Zaleski – śpiew (2010 - 2014)

## Dyskografia
Opracowano na podstawie materiału źródłowego.
- Demo 2000 (2000, demo)
- Screaming for Metal (2001, demo)
- Świat Kropli (2003)
- The Newborn Killer - Świat Kropli II (2005)
- Świat Kropli III (2007)